# گوول‌اغلو (یورغیر)
گوول‌اغلو (به ترکی استانبولی: Güveloğlu) یک منطقهٔ مسکونی در ترکیه است که در یورغیر واقع شده‌است.